# Shane Lacy Hensley
Shane Lacy Hensley (...) è un autore di giochi statunitense fondatore e ceo della Pinnacle Entertainment Group.

## Biografia
Shane Lacy Hensley è originario di Clintwood. Iniziò a giocare ai giochi di ruolo dopo aver conosciuto Dungeons & Dragons attraverso le pubblicità pubblicate sui fumetti negli anni ottanta.. Entrò nell'industria dei giochi di ruolo inviando alla West End Games un'avventura che aveva scritto per Torg, che venne accettata e fu pubblicata come The Temple of Rec Stalek (1992).. Negli anni successivi pubblicò altri lavori oltre che con la West End Games anche con la FASA e la TSR.
Fondò la Pinnacle Entertainment Group nel 1994, e inizialmente collaborò con un'altra compagnia locale, la Chameleon Eclectic, per pubblicare il wargame tridimensionale Fields of Honor (1994) e il gioco di carte collezionabile The Last Crusade (1995) L'illustrazione di copertina di Necropolis: Atlanta, un supplemento della White Wolf per Vampiri: la masquerade, realizzata da Brom e rappresentante un vampiro con l'uniforme confederata, gli ispirò l'idea di un gioco basato su cowboy e zombie che divenne infine il gioco di ruolo Deadlands. Dopo aver completato la prima bozza Henlsey coinvolse altri due autori, Greg Gorden e Matt Forbeck, a cui piacque l'idea e chiesero di entrare nella Pinnacle, sebbene Gorden dovette ben presto abbandonarla per ragioni personali. Hensley lavorò per lo sviluppo di alcuni videogiochi per la SSI. Forbeck lasciò la Pinnacle nel 1999 lasciando Hensley come unico proprietario.
Nel 2000 cedette la Pinnacle alla compagnia Cybergames.com per ottenere nuovi finanziamenti e tornare a dedicarsi allo sviluppo di giochi invece che i compiti amministrativi, ma in breve tempo si rese conto che era stato un cattivo affare poiché la Cybergames, usava le compagnie acquisite per espandersi ulteriormente acquistandone di nuove, rovinandone i programmi di produzione di quelle acquisite. Nel 2001 Hensley riuscì ad annullare l'acquisizione nel 2001, ma la Pinnacle era stata gravemente danneggiata economicamente e l'anno successivo Shane Hensley formò una nuova compagnia, la Great White Games a cui cedette tutte le proprietà intellettuali della Pinnacle per metterle al riparo da un possibile fallimento..
Invece di proseguire con le vecchie linee produttive la nuova compagnia pubblicò un gioco di ruolo generico, Savage Worlds (2003), le cui meccaniche erano una notevole semplificazione di quelle di Deadlands, supportandolo con numerose ambientazioni. La seconda di queste ambientazioni, 50 Fathoms: High Adventure in a Drowned World (2003), introdusse le "trame portanti", delle campagne che forniscono un metaplot generale e una serie di avventure, generalmente legate ai luoghi che i personaggi possono visitare e organizzate in modo da non dover essere obbligatoriamente risolte in un ordine prefissato. La semplificazione delle regole originali di Deadlands e le campagne organizzate in modo da poter essere giocate immediatamente con poca preparazione derivano dall'idea di Hensley di avere un gioco di ruolo che fosse possibile organizzare e gestire con un ridotto impegno di tempo.
Nel 2004 Hensley entrò nei Cryptic Studios in cui fu uno dei principali progettisti dell'MMORPG City of Villains insieme a Monte Cook. Dal 2006 al 2009 collaborò con i Superstition Studios allo sviluppo di un MMORPG basato su Deadlands MMORPG, il cui sviluppo cessò con il fallimento della compagnia madre. Hensley ha inoltre diretto la produzione di Zombie Pirates (2010) per i Dust Devil Studios, è tornato ai Cryptic Studios come direttore esecutivo per Neverwinter ed è stato anche direttore esecutivo per End of Nations della Trion Worlds fino alla sua sospensione nel 2013..

## Riconoscimenti
Ha ricevuto i seguenti riconoscimenti:
- Origins Award:
  - Miglior gioco di ruolo del 1996 per Deadlands[16]
  - Miglior gioco di miniature del 1997 per Great Rail Wars[17]
  - Miglior racconto breve legato ai giochi del 1998 per Leftovers[18]
  - Miglior gioco storico di miniature del 2000 per Fields of Honor[19]
  - Origins Award: Fan's Choice Award for Best Roleplaying Game of 2003 (Savage Worlds)[20]
  - Origins Award per il miglior gioco di ruolo del 2006 per Deadlands: Reloaded[21]
- ENnie Awards per il miglior gioco di ruolo del 2003 con Savage Worlds[22]

## Opere

### Videogiochi
ha collaborato in varie posizioni allo sviluppo dei seguenti videogiochi
- Panzer General, 1994, SSI
- World of Aden: Thunderscape, 1995, SSI
- Entomorph: Plague of the Darkfall, 1995, SSI
- Weird Wars, 2001, Strategy First
- City of Villains, 2004, Cryptic Studios
- Zombie Pirates, 2010, Dust Devil
- Marvel Universe Online, 2013, Cryptic Studios
- Neverwinter, 2013, Cryptic Studios / Perfect World Entertainment
- End of Nations, Petroglyph Games / Trion Worlds (rimasto inedito)

## Giochi di ruolo
- Temple of Rec Stalek, 1992, West End Games. Avventura per TORG
- When Axioms Collide, 1992, West End Games. Avventura per TORG
- City by the Silt Sea, 1993, TSR. Campagna per Dark Sun
- Earth, Fire, Water, & Air, 1993, TSR. Modulo di ambientazione per Dark Sun
- Crosshairs, 1993, West End Games. Modulo per Shatterzone
- Red Tide avventura contenuta in Masque of the Red Death and Other Tales, 1994, TSR. Modulo di avventura per l'ambientazione Ambientazioni di Dungeons & Dragons#Masque of the Red Death
- Terror in the Skies, 1994, FASA. Avventura per Earthdawn
- con Ed Stark, Techbook: Ships, 1994, West End Games. Modulo dedicato alle astronavi per l'ambientazione Shatterzone.
- con Ed Stark, Techbook: Ships, 1994, Pinnacle Entertainment Group. Modulo per Shatterzone
- con Kirk Botulla, Nicky Rea e Teeuwynn Woodruff, Ravenloft Monstrous Compendium Appendix III: Creatures of Darkness, 1994, TSR. Bestiario per Dungeons & Dragons
- con Bill Slavicsek, Nightmare Lands, 1995, TSR. Modulo di ambientazione per Ravenloft
- The World of Aden, 1995, West End Games. Ambientazione basata sull'omonimo videogioco della SSI
- con Steve Miller, Fritz Leiber's Lankhmar: The New Adventures of Fafhrd and Gray Mouser, 1996. Gioco di ruolo basato su una versione ridotta dell'Advanced Dungeons & Dragons seconda edizione e basata sul ciclo di romanzi di Fafhrd e il Gray Mouser di Fritz Leiber
- con Craigh Carey e Pablo Hidalgo Star Wars: Secrets of the Sisar Run Roleplaying Game, 1997, West End Games. Ambientazione per Guerre stellari - Il gioco di ruolo basata sul romanzo L'ombra dell'Impero
- Deadlands Players Guide, 1996, Pinnacle Entertainment Group
- The Last Crusaders avventura per Hell on Earths, 1998, Pinnacle Entertainment Group
- Deadlands: the Weird West, 1996, Pinnacle Entertainment Group
- con John Hopler, The Quick & the Dead, 1997, Pinnacle Entertainment Group. Modulo per Deadlands
- Hell on Earth, 1998, Pinnacle Entertainment Group. Ambientazione futura per Deadlands
- City o' Gloom, 1998, Pinnacle Entertainment Group. Descrizione della zona di Salt Lake City per Deadlands
- Deadlands Marshal's Guide, 1999, Pinnacle Entertainment Group
- Hell in the Hedgerow, avventura nella raccolta omonima per Weird War II, 2001, Pinnacle Entertainment Group
- con John Hopler, Blood on the Rhine, 2001, Pinnacle Entertainment Group. Modulo per Weird War II
- Savage Worlds, 2003, Great White Games
- Evernight, 2003, Great White Games. Ambientazione che mescola l'high fantasy con l'horror
- A Fist Full of Zombies, 2003, Eden Studios. Ambientazione horror fantasy per All the Flesh Must Be Eaten, con note di conversione per Deadlands.
- 50 Fathoms: High Adventure in a Drowned World, 2003, Pinnacle Entertainment Group
- con Clint Black, Randy Mosiondz, Scott Pyle e Zeke Sparks, Necessary Evil (Developer), 2004, Pinnacle Entertainment Group
- Army of Darkness Roleplaying Game, 2005, Eden Studios. Gioco di ruolo basato sul film L'armata delle tenebre
- con B.D. Flory, Deadlands: Reloaded, 2006, Great White Games
- con Clint Black, Piotr Koryś, Simon Lucas e Paul "Wiggy" Wade-Williams, Savage Worlds Fantasy Companion, 2009, Pinnacle Entertainment Group
- et. al., Savage Worlds Super Companion, 2010, Pinnacle Entertainment Group
- et al., Savage Worlds Horror Companion, 2011 Pinnacle Entertainment Group
- Deadlands Noir: Old Absinthe House Blues, 2102, Pinnacle Entertainment Group
- con Matthew Cutter, The Flood, 2009, Pinnacle Entertainment Group.
- con Matthew Cutter, Kenneth Hite e Simon Lucas, Deadlands Noir: Companion, 2013, Pinnacle Entertainment Group.
- con Preston DuBose e Ed Wetterman, East Texas University, 2014.

### Giochi di carte collezionabili
- The Last Crusade (Pinnacle/Chameleon Eclectic)
- The Last Crusade: The Russian Front (Pinnacle)
- Deadlands Lost Colony: Showdown (Pinnacle)

### Wargame tridimensionali
- The Great Rail Wars, 1997, Pinnacle Entertainment Studios
- Rippers: The Horror Wars, Pinnacle Entertainment Studios
- Fields of Honor, 1994, Pinnacle Entertainment Studios
- Fields of Honor: The American War For Independence, 2000, Pinnacle Entertainment Studios
- con Paul "Wiggy" Wade-Williams, Fields of Honor: World War II, 2005, Pinnacle Entertainment Studios

## Opere
- Sole Survivor, 1993, West End Games
- Blood of Tarrian, 1994, West End Games
- Darkfall, 1996, HarperCollins
- Ground Zero, 1998, Pinnacle Entertainment Group
- Savage Passage, 1998, Pinnacle Entertainment Group
- Strange Bedfellows, 1998, Pinnacle Entertainment Group
- Twisted Tales, 1998, Pinnacle Entertainment Group